# Lijst van onroerend erfgoed in Stabroek
Een overzicht van het onroerend erfgoed in de gemeente Stabroek. Het onroerend erfgoed maakt deel uit van het cultureel erfgoed in België.
| Object                                       | Erfgoedstatus?      | Bouwjaar of architect | Deelgemeente | Adres                | Coördinaten                   | Nummer? | Afbeelding                                   |
| -------------------------------------------- | ------------------- | --------------------- | ------------ | -------------------- | ----------------------------- | ------- | -------------------------------------------- |
| Vier arbeiderswoningen                       |                     |                       | Stabroek     | Brouwersstraat 31-37 | 51° 19' 48" NB, 4° 22' 2" OL  | 14179   | Vier arbeiderswoningen                       |
| Dorpswoning                                  |                     |                       | Stabroek     | Dorpsstraat 19       | 51° 19' 54" NB, 4° 21' 49" OL | 14182   | Dorpswoning                                  |
| Burgerhuis in neo-Vlaamserenaissance-stijl   |                     |                       | Stabroek     | Dorpsstraat 52       | 51° 19' 55" NB, 4° 21' 57" OL | 14184   | Burgerhuis in neo-Vlaamserenaissance-stijl   |
| Hoeve De Groene Zwaan                        |                     |                       | Stabroek     | Dorpsstraat 58       | 51° 19' 56" NB, 4° 21' 59" OL | 14186   | Hoeve De Groene Zwaan                        |
| Vrije gesubsidieerde lagere en kleuterschool |                     |                       | Stabroek     | Dorpsstraat 61       | 51° 20' 1" NB, 4° 21' 56" OL  | 14187   | Vrije gesubsidieerde lagere en kleuterschool |
| Gemeentehuis van Stabroek                    |                     |                       | Stabroek     | Dorpsstraat 99       | 51° 20' 5" NB, 4° 22' 9" OL   | 14191   | Gemeentehuis van Stabroek                    |
| Dorpswoning                                  |                     |                       | Stabroek     | Dorpsstraat 105      | 51° 20' 5" NB, 4° 22' 15" OL  | 14193   | Dorpswoning                                  |
| Reeks van drie arbeiderswoningen             |                     |                       | Stabroek     | Dorpsstraat 107-111  | 51° 20' 5" NB, 4° 22' 16" OL  | 14194   | Reeks van drie arbeiderswoningen             |
| Hoeve                                        |                     |                       | Stabroek     | Dorpsstraat 117      | 51° 20' 6" NB, 4° 22' 17" OL  | 14195   | Hoeve                                        |
| Site Smouthof                                |                     |                       | Stabroek     | Dorpsstraat 125      | 51° 20' 8" NB, 4° 22' 17" OL  | 14196   | Site Smouthof                                |
| Hoeve met losse bestanddelen                 |                     |                       | Stabroek     | Dorpsstraat 129      | 51° 20' 8" NB, 4° 22' 20" OL  | 14197   | Hoeve met losse bestanddelen                 |
| Dorpswoning                                  |                     |                       | Stabroek     | Geelvinckstraat 8    | 51° 19' 59" NB, 4° 22' 12" OL | 14199   | Dorpswoning                                  |
| Herenhuis                                    |                     |                       | Stabroek     | Hoogeind 33          | 51° 20' 12" NB, 4° 22' 32" OL | 14203   | Herenhuis                                    |
| Lassonhof                                    |                     |                       | Stabroek     | Hoogeind 43          | 51° 20' 15" NB, 4° 22' 37" OL | 14204   | Lassonhof                                    |
| Langgestrekte hoeve                          |                     |                       | Stabroek     | Hoogeind 66          | 51° 20' 19" NB, 4° 22' 53" OL | 14205   | Langgestrekte hoeve                          |
| Twee arbeiderswoningen                       | deels bewaard       |                       | Stabroek     | Hoogeind 74, 80      | 51° 20' 22" NB, 4° 22' 57" OL | 14206   | Twee arbeiderswoningen                       |
| Dorpswoning                                  |                     |                       | Stabroek     | Hoogeind 85          | 51° 20' 23" NB, 4° 22' 54" OL | 14207   | Dorpswoning                                  |
| Danckershoeve                                |                     |                       | Stabroek     | Hoogeind 87          | 51° 20' 24" NB, 4° 22' 55" OL | 14208   | Danckershoeve                                |
| Schans Smoutakker                            | landschap           |                       | Stabroek     | Hoogeind             | 51° 20' 38" NB, 4° 23' 18" OL | 14209   | Schans Smoutakker                            |
| Kerkpoort gedateerd 1769                     |                     |                       | Stabroek     | Kasteeldreef         | 51° 21' 11" NB, 4° 23' 42" OL | 14211   | Kerkpoort gedateerd 1769                     |
| Kasteel Ravenhof                             | Monument            |                       | Stabroek     | Oud Broek 2          | 51° 21' 12" NB, 4° 23' 11" OL | 14212   | Kasteel Ravenhof                             |
| Parochiekerk Sint-Catharina                  | Christusbeeld orgel |                       | Stabroek     | Kerkendam            | 51° 19' 53" NB, 4° 21' 56" OL | 14213   | Parochiekerk Sint-Catharina                  |
| Pastorie Sint-Catharinaparochie              |                     |                       | Stabroek     | Kerkepad 9           | 51° 19' 54" NB, 4° 21' 58" OL | 14214   | Pastorie Sint-Catharinaparochie              |
| Kapperszaak                                  |                     |                       | Stabroek     | Kleine Molenweg 26   | 51° 19' 50" NB, 4° 22' 3" OL  | 14216   | Kapperszaak                                  |
| Arbeiderswoning                              |                     |                       | Stabroek     | Kleine Molenweg 96   | 51° 19' 45" NB, 4° 22' 10" OL | 14219   | Arbeiderswoning                              |
| Dorpswoning                                  |                     |                       | Stabroek     | Laageind 20          | 51° 19' 51" NB, 4° 21' 41" OL | 14223   | Dorpswoning                                  |
| Hoeve met losse bestanddelen                 |                     |                       | Stabroek     | Laageind 37          | 51° 19' 44" NB, 4° 21' 33" OL | 14224   | Hoeve met losse bestanddelen                 |
| Mouterij Dingemans N.V.                      |                     |                       | Stabroek     | Laageind 43          | 51° 19' 36" NB, 4° 21' 41" OL | 14226   | Mouterij Dingemans N.V.                      |
| Hoeve met losse bestanddelen                 |                     |                       | Stabroek     | Laageind 53          | 51° 19' 41" NB, 4° 21' 28" OL | 14227   | Hoeve met losse bestanddelen                 |
| Eclectische villa                            |                     |                       | Stabroek     | Laageind 55-57       | 51° 19' 41" NB, 4° 21' 26" OL | 14228   | Eclectische villa                            |
| Hoeve met losse bestanddelen                 |                     |                       | Stabroek     | Laageind 65          | 51° 19' 39" NB, 4° 21' 23" OL | 14230   | Hoeve met losse bestanddelen                 |
| Woonstalhuis                                 |                     |                       | Stabroek     | Laageind 104         | 51° 19' 43" NB, 4° 21' 19" OL | 14232   | Woonstalhuis                                 |
| Molen Van Looveren met molenaarswoning       |                     |                       | Stabroek     | Nieuwstraat 10, 10A  | 51° 19' 49" NB, 4° 22' 10" OL | 14233   | Molen Van Looveren met molenaarswoning       |
| Hoeve met losse bestanddelen                 |                     |                       | Stabroek     | Oud Broek 12         | 51° 21' 12" NB, 4° 22' 30" OL | 14234   | Hoeve met losse bestanddelen                 |
| Dorpswoning                                  |                     |                       | Stabroek     | Puttestraat 55       | 51° 21' 14" NB, 4° 23' 46" OL | 14236   | Dorpswoning                                  |
| Hoeve met losse bestanddelen                 |                     |                       | Stabroek     | s Hertogendijk 3     | 51° 19' 24" NB, 4° 22' 30" OL | 14237   | Upload foto                                  |
| Reeks van vier arbeiderswoningen             |                     |                       | Stabroek     | Smoutakker 18-24     | 51° 19' 56" NB, 4° 22' 3" OL  | 14238   | Reeks van vier arbeiderswoningen             |
| Parochiekerk Onze-Lieve-Vrouw Geboorte       |                     |                       | Stabroek     | Frans Oomsplein 9    | 51° 18' 25" NB, 4° 24' 17" OL | 14241   | Parochiekerk Onze-Lieve-Vrouw Geboorte       |
| Arbeiderswoning                              |                     |                       | Hoevenen     | Hooghuisstraat 9     | 51° 18' 27" NB, 4° 24' 18" OL | 14242   | Upload foto                                  |
| Parochiekerk Onze-Lieve-Vrouw Geboorte       | Monument            |                       | Hoevenen     | Kerkstraat           | 51° 18' 10" NB, 4° 23' 44" OL | 14243   | Parochiekerk Onze-Lieve-Vrouw Geboorte       |
| Dorpswoning                                  |                     |                       | Hoevenen     | Kerkstraat 15        | 51° 18' 20" NB, 4° 24' 17" OL | 14244   | Dorpswoning                                  |
| Gemeentehuis van Hoevenen                    |                     |                       | Hoevenen     | Kerkstraat 35        | 51° 18' 20" NB, 4° 24' 12" OL | 14247   | Gemeentehuis van Hoevenen                    |
| Twee arbeiderswoningen                       |                     |                       | Hoevenen     | Kerkstraat 42-44     | 51° 18' 20" NB, 4° 24' 8" OL  | 14248   | Twee arbeiderswoningen                       |
| Woonstalhuis                                 |                     |                       | Hoevenen     | Kerkstraat 76        | 51° 18' 18" NB, 4° 23' 59" OL | 14252   | Woonstalhuis                                 |
| Hoeve Pauwels                                |                     |                       | Hoevenen     | Kerkstraat 123       | 51° 18' 10" NB, 4° 23' 48" OL | 14253   | Upload foto                                  |
| Pastorie Onze-Lieve-Vrouw Geboorteparochie   |                     |                       | Hoevenen     | Kerkstraat 110       | 51° 18' 15" NB, 4° 23' 51" OL | 14255   | Pastorie Onze-Lieve-Vrouw Geboorteparochie   |
| Stampehoeve                                  |                     |                       | Hoevenen     | Pauwelsdreef 11      | 51° 18' 20" NB, 4° 23' 51" OL | 14258   | Stampehoeve                                  |
| Fort van Stabroek                            | landschap           |                       | Stabroek     | Abtsdreef            | 51° 20' 33" NB, 4° 21' 10" OL | 84250   | Fort van Stabroek                            |
| Hoeve in U-vorm                              |                     |                       | Hoevenen     | Sint Jacobstraat 3   | 51° 19' 19" NB, 4° 22' 29" OL | 84251   | Hoeve in U-vorm                              |
| Woonstalhuis                                 |                     |                       | Hoevenen     | Sint Jacobstraat 4   | 51° 18' 57" NB, 4° 21' 50" OL | 84252   | Woonstalhuis                                 |